# Floresta (Buenos Aires)

Lage von Floresta in Buenos Aires

Floresta ist ein Stadtteil westlich des Zentrums der argentinischen Hauptstadt Buenos Aires. Er hat fast 40.000 Einwohner (Stand von 2001) auf einer Fläche von 2,4 km².

## Lage
Im Norden schließt sich Monte Castro an, im Osten Flores, im Süden Parque Avellaneda und im Westen Villa Luro.

## Geschichte
Der heutige Stadtteil Floresta wurde um einen Bahnhof herum angelegt, der am 29. August 1857 eröffnet wurde. Es war die erste Eisenbahnverbindung Argentiniens, die von der heute nicht mehr existierenden Station „Plaza Del Parque“ in Buenos Aires hierher führte. Zur Erinnerung daran wird jedes Jahr am 29. August der Stadtteiltag begangen.
1914 wurde auf einem Grundstück, das bis dahin zu einem Kloster gehörte, der „Avellaneda-Park“ angelegt. Der italienische Immigrant Felix Barabino baute sich in Floresta ein Haus, das zur damaligen Zeit das imposanteste des Stadtteils war. Heute ist dort der Historische Verein Floresta untergebracht, der dort auch eine Bibliothek unterhält.

## Sport
In Floresta sind die All Boys beheimatet, die im Estadio Islas Malvinas spielen. Ursprünglich war auch der Weltpokalsieger CA Vélez Sársfield hier beheimatet. Er zog aber um nach Liniers.

## Bekannte Bewohner
- Roberto Arlt, Schriftsteller
- Gabino Ezeiza, Musiker
- Eduardo Gudiño Kieffer, Schriftsteller
- Trillizas de Oro, Drillings-Popband